# Іштван Ійдярто
Іштван Ійдярто (угор. István Íjgyártó; 26 грудня 1963, Берегове, Україна) — угорський дипломат. Надзвичайний і Повноважний Посол Угорщини в Україні (2018—2023).

## Життєпис
Народився 26 грудня 1963 року в українському місті Берегове на Закарпатті. Ще за радянських часів перебрався до Будапешту. У 1988 році закінчив Будапештський університет, філологічний факультет. Проходив стажування в конгресі США, Вашингтон (1991). Володіє мовами: англійська, російська, румунська, французька, угорська.
У 1988—1990 рр. — науковий співробітник Центру демографічних досліджень, Будапешт;
У 1990—1992 рр. — головний радник, канцелярія прем'єр-міністра
У 1992—1993 рр. — Завідувач кафедри, кафедра політичного аналізу, Управління угорців за кордоном уряду Угорщини
У 1993—1994 рр. — науковий співробітник, Центральноєвропейський інститут, Фонд Телекі Ласло, Будапешт
У 1994—1998 рр. — Завідувач кафедри, кафедра політичного аналізу, Управління угорців за кордоном уряду Угорщини. Брав участь у роботі угорської делегації, що вела переговори за двосторонніми угодами з такими країнами як Україна, Румунія, Словаччина, Хорватія, Словенія та РФ. Був представником Угорщини на засіданнях БДІПЛ ОБСЄ, спостерігачем у Робочій групі ООН з питань меншин, Женева.
У 1998—1999 рр. — радник віце-президента, Управління податкового та фінансового контролю
У 2000 році — Директор департаменту Південно-Східної Європи, Міністерство закордонних справ Угорщини
У 2000—2004 рр. — Надзвичайний і Повноважний посол Республіки Угорщина в Румунії.
У 2004—2006 рр. — координатор СЗПП, департамент для Східної Європи та Центральної Азії, МЗС
У 2006—2007 рр. — директор, департамент для Південно-Східної Європи, МЗС
У 2007—2009 рр. — Заступник голови відділу для Південно-Східної, Східної Європи та Центральної Азії, МЗС
У 2009—2010 рр. — голова відділу Східної Європи та Центральної Азії, МЗС
У 2010—2014 рр. — Надзвичайний і Повноважний посол Республіки Угорщина в РФ та за сумісництвом в Узбекистані.
У 2014 році — Заступник Державного секретаря Міністерства закордонних справ та торгівлі Угорщини.
У 2014—2018 рр. — Державний міністр, Міністерство закордонних справ та торгівлі Угорщини.
14 листопада 2018 року — вручив копії вірчіх грамот Заступнику Міністра закордонних справ України Василю Боднарю.
27 грудня 2018 року — вручив вірчі грамоти Президенту України Петру Порошенку.

## Скандальні заяви
Широкої критики та розголосу набула наприкінці 2019 року заява, яка поновила розбіжності у мовних питаннях з Угорщиною. Заява, що в Україні має бути «не так багато» української мови набрала розголосу. Свою думку Іштван Ійдярто пояснив тим, що угорцям важко її вчити, бо є «плутанина з російською». Подібним заявам передувало попереднє загострення мовного питання з Угорщиною у 2017 році, коли був прийнятий закон про освіту, який впроваджував більш широке вивчення української мови, в тому числі в мовних анклавах, де поширена угорська мова. Наступним витком стало звернення парламенту Угорщини до парламенту РФ у обєднанні зусиль у боротьбі з українською мовою.